# Reizei (empereur)
Pour les articles homonymes, voir Reizei.
L'empereur Reizei (冷泉天皇, Reizei Tennō, 12 juin 950 – 21 novembre 1011) était le soixante-troisième empereur du Japon, selon l'ordre traditionnel de la succession, et a régné de 967 à 969.

## Généalogie
Avant son avènement au Trône du chrysanthème, son nom personnel (son iminia) était Norihira-shinnō.
Norihira-shinnō était le deuxième fils de l'empereur Murakami. 

### Impératrice et consorts
- Princesse Shoshi, née en 950, fille de l'empereur Suzaku et de la princesse Kishi ; entrée au palais en 963 ; titrée impératrice (kōgō) en 967 ; impératrice douairière (kōtaigō) en 973 ; grande impératrice douairière (tai-kōtaigō) en 986 ; morte en 1000.

- Fujiwara no Kaishi, née en 945 ; fille de Fujiwara no Koretada et de la princesse Keishi ; entrée au palais en 963 ; épouse impériale (nyogo) en 967 ; morte en 975 ; titrée impératrice douairière en 984; dont il eut 3 enfants :
  - première fille : Princesse Soshi, née en 964, morte en 986.
  - seconde fille: Princesse Sonshi ; née en 966 ; princesse vestale de Kamo en 968 ; épouse impériale (nyogo) de l'empereur En'yū en 980 ; nonne. Morte en 985.
  - premier fils: Prince Morosada, né en 968 (futur empereur Kazan).

- Fujiwara no Fushi, fille de Fujiwara no Morosuke ; entrée au palais en 963 ; épouse impériale (nyogo) en 967.

- Fujiwara no Choshi (Yukiko), née en 955, fille de Fujiwara no Kaneie et de Fujiwara Tokihime ; entrée au palais en 968 ; épouse impériale (nyogo) en 968 ; morte en 982 ; titrée impératrice douairière en 1011; dont il eut 4 enfants :
  - second fils : prince Okisada, né en 976 (futur empereur Sanjō).
  - troisième fils : Prince Tametaka, né en 977 ; gouverneur général de Dazaifu ; mort en 1002 ; marié en 991/996 à une fille de Fujiwara no Koretada et de la princesse Keishi.
  - quatrième fils : Prince Atsumichi, né en 981 ; Gouverneur général de Dazaifu ; mort en 1007 ; marié à (A) Fujiwara San no Kimi (née en 982, fille de Fujiwara no Michitaka et de Takashina no Kishi) et (B) Fujiwara no Naka no Kimi (fille de Fujiwara no Naritoki et d'une dame Minamoto)
  - troisième fille : Princesse Koshi.

## Biographie
Peu après sa naissance, le futur empereur Reizei est désigné prince héritier. Il semble que cette décision ait été prise sous l'influence de son grand-père maternel Fujiwara no Morosuke, qui avec son frère Sanetomo a alors tout pouvoir sur la cour.
À cause d'une maladie mentale, sa succession est considérée comme problématique. 
- Ère Kōhō 4, le 25e jour du 5e mois (967): En la vingt-deuxième année du règne de Murakami (村上天皇2年), l'empereur mourut; et la succession (la senso) a été reçue par son deuxième fils, Norahira-shinnō[3].

- Ère Kōhō 4, le 7e mois (967): Bientôt ensuite, on dit que l'empereur Reizei, âgé de 18 ans, a accédé au trône (le sokui)[4].

En 967, son père Murakami meurt et Reizei monte sur le trône, âgé de 18 ans. Sanetomo est alors nommé kampaku (régent) pour assister l'empereur malade. Un conflit survient alors entre deux fils de Murakami, pour savoir qui serait désigné prince héritier.
En 969, après à peine plus d'un an de règne, Reizei se retire dans un monastère bouddhiste. Il reçoit alors le titre honorifique de Reizei-in Jōkō (« Empereur retiré Reizei ») et son frère Morihira monte sur le trône sous le nom d'empereur En'yū.

### Kugyō
Le Kugyō (公卿) est un nom collectif pour les hommes les plus respectés du kuge, les fonctionnaires les plus puissants à la cour impériale, les ministres les plus importants du daijō-kan.
Lors du règne de Reizei, il y eut des ministres comme :
- - Kampaku, Ōno-no-miya Fujiwara no Saneyori (藤原実頼), 900-970[5].
  - Daijō-daijin, Fujiwara no Saneyori (藤原実頼)[5].
  - Udaijin, Fujiwara no Morotada[5].

## Ères de son règne
Les années du règne de Reiai sont plus spécifiquement identifiées par plus d'une ère japonais ou nengō.
- Ère Kōhō (964-968)
- Ère Anna (968-970)